# SN 2007qp
SN 2007qp – supernowa typu Ia odkryta 2 listopada 2007 roku w galaktyce A004248+0022. W momencie odkrycia miała maksymalną jasność 22,20m.